# Little Hills 158
Little Hills 158 är ett reservat i Kanada.   Det ligger i provinsen Saskatchewan, i den centrala delen av landet, 2 300 km väster om huvudstaden Ottawa. Little Hills 158 ligger vid sjön Bigstone Lake.
Trakten runt Little Hills 158 är nära nog obefolkad, med mindre än två invånare per kvadratkilometer.